# 超昂天使Escalayer
《超昂天使Escalayer》是日本ALICESOFT在2002年8月2日發售的冒險類型成人遊戲。2014年7月25日發售重製版《超昂天使Escalayer R》（超昂天使エスカレイヤー・リブート），同時附贈收錄在《Alice 2010》（アリス2010）的FD《超昂閃忍遥 ～遥 vs Escalayer～》（超昂閃忍ハルカ ～ハルカ vs エスカレイヤー～）。除了遊戲外也發售OVA、漫畫、小說等相關作品。

## 故事
柳瀬恭平的青梅竹馬高圓寺沙由香轉入到恭平的班級，但沙由香卻不認識恭平。隔天恭平準備再找沙由香談話的時候，行星侵略軍戴亞斯特（ダイラスト）出現在街上宣示佔領地球。這時恭平意外發現沙由香變身成Escalayer並且擊退戴亞斯特，恭平從高圓寺圓得知事情由來後決定幫忙協助與沙由香共同保衛地球。

## 角色

### 主要角色
柳瀨恭平
本作的男主角，一條學園的學生。
高圓寺沙由香（聲優：鷹月さくら）
恭平的青梅竹馬。將意識移入戰鬥用生化身體Escalayer來對抗戴亞斯特，利用體內的ドキドキダイナモ（DDD）藉由興奮來產生能源。
高圓寺圓（聲優：AYA）
負責支援Escalayer的女機器人。
霧谷遼子（聲優：香澄りょう）
住在高圓家隔壁的寡婦。真實身份是戴亞斯特的指揮官。

### 其他角色
高圓寺源太郎（聲優：小次郎）
沙由香的父親，目前被戴亞斯特俘虜。Escalayer、DDD、圓的發明人。
（聲優：乃嶋架菜）
原本身分是FM77，後來成為成為沙由香的妹妹收留在高圓家。

### 戴亞斯特
プレスバーン
戴亞斯特的首領。
蜜絲特蕾
戴亞斯特的指揮官。
Dr.アルク
戴亞斯特的科學家。
ゲッツェン
戴亞斯特的將軍。
ガレイズ
戴亞斯特的將軍。
イガロ
和ガレイズ一起侵略地球的獸人。
FM77（聲優：乃嶋架菜）
Dr.アルク製作的Escalayer複製人。
カルナ（聲優：鈴谷麻耶）
ミストレーヌ的秘書。
ルーイ（聲優：鶴屋春人）
戴亞斯特的廚師，中性裝扮的少年。

## 工作人員
- 原畫/角色設計：おにぎりくん
- 系統CG/怪人設計/原畫：桐島千夜
- 劇本：HIRO
- 程式：かずし
- 音樂：DRAGON ATTACK
- 製作人：TADA
- 監製：とり

## 主題歌
超昂天使エスカレイヤー
- Over Beat 〜明日へのエスカレーション〜[7]

作詞：ALICESOFT　作曲：坂本昌之　歌：E-mi
超昂天使エスカレイヤー・リブート
- Escalation heart[8]

作詞：HIRO　作曲：水夏える　歌：NANA

## OVA
OVA是由Pink Pineapple在2002年開始發售的成人動畫，全部共3話，2008年2月29日發售合集，英文版是由Kitty Media代理發售。

### 各卷列表
| 卷數 | 日文標題                 | 中文標題             | 發售日         |
| ---- | ------------------------ | -------------------- | -------------- |
| 1    | DDダイナモ チャージ完了! | DDD能量 充能结束！   | 2002年9月27日  |
| 2    | ダイラストからの刺客!!   | 來自戴亞斯特的刺客！ | 2002年12月20日 |
| 3    | カウンターアタック       | 逆襲                 | 2003年3月28日  |

### 工作人員
- 企劃/製作：ALICESOFT、PinkPineapple
- 原作：ALICESOFT
- 劇本：村松二郎
- 分鏡：土支田一香（第1巻）、桂枝毛（第2巻）、西島克彦（第3巻）
- 演出：土支田一香（第1巻）、桂枝毛（第2巻）、桂栗毛（第3巻）
- 角色設計：林雷助
- 作畫監督：林雷助（第1巻、第3巻）、桂枝毛（第2巻）
- 色彩設計：大嶋三香子（第1巻）、岡田初美（第2巻、第3巻）
- 特殊効果：永井留美子
- 美術監督：佐藤寛子
- 音樂：ザ・ビーンズ
- 音響効果：スワラプロ
- 音響監督：飯塚康一RX
- 撮影監督：山越康司
- 製作人：望月雄太郎
- 動畫製作人：真行愛理
- 動畫製作：カオスプロジェクト

## 相關商品

### 漫畫
超昂天使エスカレイヤー アンソロジーコミックス
由enterbrain於2002年11月30日發售單行本共一冊（ISBN 4-7577-1235-9）。
超昂天使エスカレイヤー・リブート
2014年於《TECH GIAN》7月號開始連載，由作畫。
超昂天使エスカレイヤー THE COMIC
時丸佳久作畫，由Kill Time Communication於2015年12月25日發售共一冊（ISBN 978-4799208335）。

### 小說
超昂天使エスカレイヤー
作者：雑賀匡　插畫：みけおう　文庫：PARADIGM NOVELS　出版社：PARADIGM
| 卷名 | 發售日        | ISBN               |
| ---- | ------------- | ------------------ |
| 上巻 | 2003年3月15日 | ISBN 4-89490-177-3 |
| 中巻 | 2003年5月17日 | ISBN 4-89490-185-4 |
| 下巻 | 2003年7月17日 | ISBN 4-89490-191-9 |

### 書籍
超昂天使エスカレイヤー ビジュアルファンブック
出版社：enterbrain　發售日：2002年11月29日　ISBN 4-7577-1235-9

## 外部連結
- 官方網站 （页面存档备份，存于）（日語）
- 超昂天使Escalayer R官方網站 （页面存档备份，存于）（日語）
- 超昂天使Escalayer R英文版官方網站 （页面存档备份，存于）（英文）